# معادله‌های حرکت اینشتین–اینفلد–هافمن
معادله‌های حرکت اینشتین–اینفلد–هافمن (به انگلیسی: Einstein–Infeld–Hoffmann equations)، چندین معادلهٔ دیفرانسیل حرکت هستند که به طور مشترک توسط ریاضی‌دانان آلبرت اینشتین، لئوپولد اینفلد و بانش هافمن رانده و مشتق گردیده‌اند. آنها معادلاتِ دیفرانسیلِ در حرکتی‌ای هستند که پویایی تقریبی یک سیستم «جرم‌های نقطه‌ای» را در رابطه با کنش و واکنش‌های گرانشی متقابل بین آنها؛ از جمله اثرات نسبیتی عمومی را، توصیف می‌کنند. در گشودن این معادله‌ها از (سری‌های) درجه اول بسط پسانیوتنی استفاده شده، و در نتیجه؛ آنها تنها در حد جِرم‌هایی که سرعت‌هایی به نسبت کم؛ نسبت به سرعت نور، دارند و مواردی که میدان‌های گرانشی مؤثر بر آنها؛ در نیجه به نسبت ضعیف است، معتبر هستند.
با تصور تعداد سیستم‌های جرمی N، برچسب‌های هر شاخص: A = ۱، … تا، N، بردار شتاب مرکز سنگینی سراسری جرم A برابر است با:
{\displaystyle {\begin{aligned}{\vec {a}}_{A}&=\sum _{B\not =A}{\frac {Gm_{B}{\vec {n}}_{BA}}{r_{AB}^{2}}}\\&{}\quad {}+{\frac {1}{c^{2}}}\sum _{B\not =A}{\frac {Gm_{B}{\vec {n}}_{BA}}{r_{AB}^{2}}}\left[v_{A}^{2}+2v_{B}^{2}-4({\vec {v}}_{A}\cdot {\vec {v}}_{B})-{\frac {3}{2}}({\vec {n}}_{AB}\cdot {\vec {v}}_{B})^{2}\right.\\&{}\qquad {}\left.{}-4\sum _{C\not =A}{\frac {Gm_{C}}{r_{AC}}}-\sum _{C\not =B}{\frac {Gm_{C}}{r_{BC}}}+{\frac {1}{2}}(({\vec {x}}_{B}-{\vec {x}}_{A})\cdot {\vec {a}}_{B})\right]\\&{}\quad {}+{\frac {1}{c^{2}}}\sum _{B\not =A}{\frac {Gm_{B}}{r_{AB}^{2}}}\left[{\vec {n}}_{AB}\cdot (4{\vec {v}}_{A}-3{\vec {v}}_{B})\right]({\vec {v}}_{A}-{\vec {v}}_{B})\\&{}\quad {}+{\frac {7}{2c^{2}}}\sum _{B\not =A}{\frac {Gm_{B}{\vec {a}}_{B}}{r_{AB}}}+O(c^{-4})\end{aligned}}}
در حالی که:
{\displaystyle {\vec {x}}_{A}} بردار موقعیت مرکز سنگینی سراسری جرم A است
{\displaystyle {\vec {v}}_{A}=d{\vec {x}}_{A}/dt}بردار سرعت مرکز سنگینی سراسری جرم A,
{\displaystyle {\vec {a}}_{A}=d^{2}{\vec {x}}_{A}/dt^{2}} بردار شتاب مرکز سنگینی سراسری جرم A,
{\displaystyle r_{AB}=|{\vec {x}}_{A}-{\vec {x}}_{B}|} فاصله برداری (مختصات) میان جرم‌های A و B است
{\displaystyle {\vec {n}}_{AB}=({\vec {x}}_{A}-{\vec {x}}_{B})/r_{AB}} بردار یکایی است که جهت آن از جرم B به سوی جرم A است
{\displaystyle m_{A}} مقدار جرمی جرم A.
{\displaystyle c} سرعت نور است
{\displaystyle G} ثابت گرانشی است
(نماد O بزرگ) در آن زمان برای نشان‌دادن این‌که از نظر ترتیب (c−4) یا فراتر است استفاده می‌شده‌است.